# Clossiana albina
Clossiana albina är en fjärilsart som beskrevs av Foltin 1938. Clossiana albina ingår i släktet Clossiana och familjen praktfjärilar. Inga underarter finns listade i Catalogue of Life.